# Saint-Martin-de-Mâcon
 Saint-Martin-de-Mâcon  es una población y comuna francesa, situada en la región de Poitou-Charentes, departamento de Deux-Sèvres, en el distrito de Bressuire y cantón de Thouars-1.

## Demografía
| 384 | 341 | 322 | 314 | 347 | 332 |
| Para los censos de 1962 a 1999 la población legal corresponde a la población sin duplicidades (Fuente: INSEE [Consultar]) |     |     |     |     |     |